# Varumärkesbolagen
Varumärkesbolag är samlingsnamn på kortnätverken, såsom Visa och MasterCard. Efter Varumärkesföreningarnas börsnotering - MasterCard 2005  och Visa 2008 (dock inte Visa Europe) är de inte längre ekonomiska föreningar utan aktiebolag.